# Писмо-Бич
Писмо-Бич (англ. Pismo Beach) — город в округе Сан-Луис-Обиспо, Калифорния, Соединённые Штаты Америки. Он находится примерно на полпути между Лос-Анджелесом и Сан-Франциско, на центральном берегу Калифорнии. Вместе с городами Шелл-Бич, Гровер-Бич, Арройо-Гранде и Осено, он входит кластер Пять Городов.

## История
Район Писмо-Бич был населён племенем индейцев чумашей. Имя Писмо, которое значит смола, происходит из чумашского языка. Город Писмо-Бич был основан Джоном Майкалом Прайсом в 1891 году.

## Климат и география
Писмо-Бич имеет мягкий средиземноморский климат. Лето обычно теплое и сухое, зима — холодная, с высокой влажностью воздуха. С одной стороны от города расположен Тихий океан, с другой — горная цепь, что обуславливает наличие множества холмов в черте города. Пляж «Писмо-Бич» начинается в нескольких километров от города и продолжается до Осено на юге. 
По данным Бюро переписи населения США город имеет общую площадь в 34,904 км².

## Население
| Год переписи | Нас. |  | %±     |
| ------------ | ---- |  | ------ |
| 1950         | 1425 |  | —      |
| 1960         | 1762 |  | 23,6%  |
| 1970         | 4043 |  | 129,5% |
| 1980         | 5364 |  | 32,7%  |
| 1990         | 7669 |  | 43%    |
| 2000         | 8551 |  | 11,5%  |
| 2010         | 7655 |  | −10,5% |
| 2015         | 8162 |  | 6,6%   |

По данным переписи 2010 года население Писмо-Бич составляло 7655 человек (из них 48,3 % мужчин и 51,7 % женщин), в городе было 3834 домашних хозяйств и 2079 семей. На территории местности были расположены 5585 построек со средней плотностью 160,0 построек на один квадратный километр суши. Расовый состав: белые — 91,1 %, коренные американцы — 0,5 %, афроамериканцы — 0,7 %, азиаты — 2,7 %.
Население местности по возрастному диапазону по данным переписи 2010 года распределилось следующим образом: 13,3 % — жители младше 18 лет, 2,2 % — между 18 и 21 годами, 58,5 % — от 21 до 65 лет и 26,0 % — в возрасте 65 лет и старше. Средний возраст населения — 51,8 лет. На каждые 100 женщин в Писмо-Бич приходилось 93,5 мужчин, при этом на 100 совершеннолетних женщин приходилось уже 91,4 мужчин сопоставимого возраста.
Из 3834 домашних хозяйств 54,2 % представляли собой семьи: 44,6 % совместно проживающих супружеских пар (10,1 % с детьми младше 18 лет); 7,0 % — женщины, проживающие без мужей и 2,7 % — мужчины, проживающие без жён. 45,8 % не имели семьи. В среднем домашнее хозяйство ведут 1,99 человека, а средний размер семьи — 2,55 человека. В одиночестве проживали 35,8 % населения, 15,1 % составляли одинокие пожилые люди (старше 65 лет).
В 2014 году из 6454 человек старше 16 лет имели работу 3538. В 2014 году медианный доход на семью оценивался в 88 041 $, на домашнее хозяйство — в 67 500 $. Доход на душу населения — 37 657 $ в год.